# Claus Pilgaard
Claus Pilgaard (født 30. marts 1965 i Tjørring), også kendt som Chili Klaus eller Klaus Wunderhits (begge bevidst stavet med "K") er en dansk musiker, entertainer fra Midtjylland. Han er nok mest kendt for sin chilismagning på internettet og i tv. Til disse smagninger har han ved flere lejligheder inviteret kendte mennesker. Særligt videoen, hvor Bubber medvirker, er blevet et hit med ca. 3,3 millioner visninger på YouTube. Pilgaard har modtaget flere priser for sine videoer.

## Opvækst og karriere
Pilgaard er oprindeligt fra midtjylland, men flyttede til Aarhus i 1992, da han søgte ind og blev optaget på Det Jyske Musikkonservatorium.. Her blev han færdiguddannet i 1996. Han har været kapelmester for flere revyer, ligesom han har optrådt med hustruen Jette Torp og Finn Nørbygaard ved showet Musik & Fis.
I sin karriere som "Klaus Wunderhits" har han bl.a. optrådt på Smukfest med Lasse Rimmer. Sammen med sin kone har han spillet i showet Variteté 007 i Tivoli Friheden, Aarhus. Pilgaard optræder stadig med sit show Wunderhits.

### Chili-smagninger
Pilgaard begyndte at dyrke sin egen chili i 2008. Han dyrkede oprindeligt tomater, men han syntes, at de lugtede for meget, og gik derfor over til at dyrke chili. Han uploadede sin første chili-relaterede video på YouTube den 5. august 2013. Desuden har hans facebookside "Chili Klaus" over 200.000 likes. Ved chili-smagningerne spiser han dem både rå uden tilbehør og fremstiller juice, sodavand, dip, frugtsalat, snaps, te og gløgg med frugterne. Derudover har han specielle smagninger, hvor han sammen med en kendt person spiser nogle af verdens stærkeste chilier. Hans gæster har inkluderet Thomas Buch-Andersen, Christine Antorini, Carsten Bang, Bubber, Jacob Bundsgaard, Michael Carøe, Christian Fuhlendorff, Thomas Hartmann, Hella Joof, Jøden, Gordon Kennedy, Preben Kristensen, Dan Rachlin, Allan Simonsen, Rasmus Tantholdt, Jette Torp, Kristian Valen, Ole Henriksen, musikgruppen Tørfisk samt DR UnderholdningsOrkestret, der spiller Tango Jalousie, mens de spiser chili. Videoen med Bubber har været vist ca. 2 millioner gange (ultimo 2016).
I august 2013 besøgte han GO' Aften Danmark, hvor han sammen med værten Mikkel Kryger Rasmussen smagte en chili, Pilgaard selv havde dyrket. Udover at han var tydeligt mærket af chilien under udsendelsen udtalte han efterfølgende, at det tog 10-15 timer, før han var kommet sig over det. Efter Gordon Kennedys medvirken i Klaus' videoer har Kennedy lavet en parodi af chilismagningen, hvor Kennedy og Klaus smager på sukker i stedet for chili, men som ellers foregår på samme måde som chilismagningerne. Videoen blev uploaded i november 2013. Til Comedy Aid 2013 kom Klaus desuden på scenen til sidst i København for at udfordre værterne Christian Fuhlendorff og Carsten Bang til at spise en meget stærk chili.
Til et arrangement i sommeren 2014 udfordrede han omkring 1.000 mennesker på Rådhuspladsen i København. Både Pilgaard og Bubber var værter, hvor de alle spiste chilien ghostpepper.
I slutningen af oktober uploadede han en video, hvor han sammen med DR UnderholdningsOrkestret spiste chilier af typen Carolina Reaper, TSMB og Ghostpeppers i Koncerthuset, og orkestret efterfølgende spillede Tango Jalousie dirigeret af Pilgaard selv. Udsendelsen af videoen skete samtidig med, at man diskuterede nedlæggelsen af orkestret.
I december samme år udfordrede han den brasilianske tv-vært Bruno De Luca til en smagning, selvom Luca oprindeligt bare ville have et interview til sit rejseprogram Vai Pra Onde?. Sammen med chilien drak de en chili-øl kaldet "Chili Klaus Ghost", som er blevet produceret af Midtfyns Bryghus. Luca udtalte kun "I think I will die" inden klippet sluttede, men han måtte efterfølgende til Århus Kommunehospital. Luca var den første gæst, som har været på hospitalet efter en chilismagning.

## Hæder
Til Zulu Awards 2014 modtog Pilgaard prisen "Det Vi Alle Sammen Grinte Af" sammen med Bubber for deres chilismagning, der blev et viralt hit.
I juni 2014 vandt han prisen "Mad på sociale medier", som uddeles af mad+medier. Prisen blev givet til ham, fordi han bl.a. har en stor passion for chilier, som han deler med folk via YouTube.

## Privat
Pilgaard blev gift med musiker og entertainer Jette Torp d. 29 december 2004. Parret valgte at gå fra hinanden i 2015 efter næsten 11 års ægteskab.